# 5105 Historia de una fuga de Mauthausen
5105 historia de una fuga de Mauthausen es una película documental dirigida por Diego González y estrenada en 2017. Trata sobre tres presos españoles que idearon un plan de fuga para escapar del campo de concentración de Mauthausen, algo que no había ocurrido aún por aquel entonces.

## Sinopsis
Agustín Santos fue uno de los siete mil presos españoles que pasaron por Mauthausen. Era enero de 1941 y, tanto el mencionado campo de concentración, como el de Gusen, acababan de ascender a la Categoría III, sinónimo de una mayor dureza disciplinaria con sus prisioneros.
Ante un horizonte de no retorno y de muerte como una salida, Agustín, el deportado 5105, ideó un plan junto a dos compañeros con el objetivo de fugarse de aquel lugar. Su finalidad era contar al mundo los horrores y sufrimientos que se vivían en esas instalaciones, de las que ningún preso había conseguido salir con vida todavía.
Su éxodo duró treinta días, en los cuales recorrió a pie 350 kilómetros, hasta que las autoridades nazis interceptaron a Agustín y sus dos socios a apenas treinta kilómetros de la frontera con Suiza. Seguidamente, fue enviado a Gusen y obligado a realizar trabajos forzosos y duros. Su periplo junto a sus dos compañeros llegó a su fin y cada uno de ellos correría distinta suerte. Finalmente, fue liberado en 1945 por las tropas americanas y vivió su matrimonio en el extranjero hasta que terminó la dictadura franquista.

## Estreno
La cinta fue estrenada el 23 de julio de 2017, con motivo del 23º Festival Ibérico de Cine. Fue expuesta por primera vez aquel día en el Teatro López de Ayala de Badajoz.
Durante enero de 2019, la obra fue expuesta en múltiples localidades de Extremadura, como Mérida, Badajoz, Jaraíz de la Vera o Herrera del Duque. A algunos de estos eventos llegaron a acudir el director y guionista Diego González y parte del equipo de producción. El documental se hizo popular en esta Comunidad, ya que alrededor de 300 extremeños pasaron por Mauthausen y Agustín era originario del pueblo cacereño de El Gordo. De esos 300, solo la mitad consiguieron salir con vida del campo de concentración, entre ellos Agustín, a quien se le perdió la pista una vez entrada la democracia en España.

## Producción
La producción del documental fue complicada debido a la escasez de material. Rebeca Aparicio y Julio Carranza, productores del cortometraje, mezclan testimonios de historiadores y psicólogos con animaciones para ambientar la huida. Además, usan imágenes reales de Mauthausen de aquella época y recuperan archivos en movimiento cedidos por la fundación de Steven Spielberg.
Dosde Extremadura Media SL, y Synopsis 103 Factory of Communication SL. fueron las productoras audiovisuales que financiaron el proyecto. Cabe destacar que el corto está narrado en primera persona gracias al testimonio de Agustín contando la historia fue recogido en el libro Los cerdos del comandante.
El proyecto surge después de que Diego González encontrara una entrevista en la que se hablaba de una fuga en Mauthausen que dejó un superviviente español. A raíz de eso, tanto él como Rebeca, productora del documental, se pusieron manos a la obra y encontraron un libro de relatos de supervivientes del campo de concentración. Entre ellos estaba Agustín. Sobre el material cedido por la fundación de Spielberg, fue comprado por el cineasta estadounidense después de su película La Lista de Schindler.

## Premios
- Ganador del premio a mejor cortometraje en la primera edición de Fescimed en 2017.[11]
- Ganador del festival "La Fila" de Valladolid en 2018. En aquella edición, el documental dirigido por Diego González se impuso a otros 81 cortometrajes procedentes de todo el mundo en las categorías de documental, animación y ficción.[8]
- Nominado a mejor corto documental en los Premios Fugaz del cortometraje español.[8]